# Amboasary Sud
Amboasary Sud is een district van Madagaskar in de regio Anosy. Het district telt 198.119 inwoners (2011) en heeft een oppervlakte van 10.211 km², verdeeld over 14 gemeentes. De hoofdplaats is Amboasary-Atsimo.